# Aconselhamento pré-concepção
O aconselhamento pré-concepção é uma reunião com um profissional de saúde (geralmente um médico ou parteira) por uma mulher antes de tentar engravidar. Geralmente inclui uma avaliação de risco pré-concepção para quaisquer complicações potenciais da gravidez, bem como modificações dos fatores de risco, como aumentar a ingestão de ácido fólico para reduzir o risco de defeitos do tubo neural e aconselhamento sobre cessação do tabagismo, redução do álcool e medicamentos que podem comprometer o desenvolvimento fetal. Médicos, parteiras e especialistas em bebês recomendam que a mulher os visite assim que estiver pensando em ter um filho e, idealmente, cerca de 3 a 6 meses antes de serem feitas tentativas reais de engravidar. Este período de tempo permite que a mulher prepare melhor o seu corpo para uma concepção e gravidez bem sucedidas, e permite-lhe reduzir quaisquer riscos para a saúde que estejam sob o seu controle. Agências como a March of Dimes desenvolveram ferramentas de rastreio que os prestadores de cuidados de saúde podem utilizar com os seus pacientes. Além disso, obstetras ou parteiras (ver Obstetrícia, Obstetrícia, Clínico Geral) desenvolveram listas de verificação e avaliações abrangentes para a mulher que está planejando engravidar.
Num certo sentido, o aconselhamento e avaliação pré-concepção podem ser comparados a uma visita de um bebê saudável, na qual o bebê é examinado quanto à saúde normal e ao desenvolvimento normal, com o benefício de identificar problemas emergentes que podem ter passado despercebidos num bebê. Para uma mulher, a Avaliação e Rastreio de Aconselhamento Pré-Concepção destina-se a avaliar a saúde normal de uma mulher em idade fértil, identificando ao mesmo tempo:
- Doença existente ou emergente que possa ter passado despercebida antes, e
- Riscos existentes para a mulher que pode engravidar, e
- Riscos existentes que podem afetar o feto se a mulher engravidar.

## Obstáculos ao aconselhamento pré-concepção
Um obstáculo comum ao aconselhamento e avaliação pré-concepção é que muitas gravidezes ainda não são planejadas.[carece de fontes?] Globalmente, 38% das gestações são indesejadas. Por esta razão, muitos especialistas recomendam que todas as mulheres em idade fértil recebam aconselhamento sobre cuidados pré-concepcionais, independentemente da intenção de engravidar.
Outro obstáculo comum ao aconselhamento e avaliação pré-concepção é o facto de as mulheres não saberem, perceberem ou compreenderem os benefícios de visitarem o seu médico ou parteira antes de tentarem engravidar. A maioria das mulheres ainda dá por garantidos os aspectos biológicos da gravidez e não considera o valor do pré-rastreio antes de engravidar. A maioria das mulheres que desejam e antecipam ter um bebê são naturalmente propensas a pensar em ter um bebê saudável. Na maioria dos casos, as mulheres não pensam em ter um filho que tenha algum tipo de problema. A maioria das mulheres não sabe como o seu próprio histórico médico pode representar riscos para o desenvolvimento do feto.

## O que está envolvido no aconselhamento pré-concepção?

### Questionário
A pré-triagem abrange muitas áreas do sistema corporal (não apenas os órgãos reprodutivos), bem como aspectos do estilo de vida da mulher e informações sobre o histórico familiar. Começa com informações básicas e vai se aprofundando, principalmente se a mulher já teve doenças, enfermidades anteriores, etc. As avaliações pré-triagem começam com um questionário que a mulher preenche, geralmente antes de consultar o médico ou parteira. Em alguns consultórios, a mulher analisa partes do questionário com uma enfermeira, se disponível.

### Trabalho sangrento
Certos exames de sangue podem ser solicitados. Aconselhamento e testes pré-concepcionais identificam casais em risco de desenvolver hemoglobinopatias que podem afetar seus filhos. Isso geralmente inclui um hemograma completo (hemograma completo), que pode mostrar anemia. Um hemograma completo inclui leucócitos (contagem de glóbulos brancos), que pode mostrar a presença de infecção. A anemia e a infecção, indicando problemas de saúde geral da mulher naquele momento, podem afetar a capacidade da mulher engravidar nesse momento, bem como afetar a estabilidade da gravidez e a saúde do feto. Na maioria dos casos, tanto a infecção como a anemia podem ser tratadas assim que a causa for identificada. A anemia pode exigir avaliação contínua e suplemento de ferro. Com base nesses resultados, os pacientes podem receber aconselhamento genético, consulta hematológica e testes de diagnóstico fetal.

### Urinálise
Amostra de urina ou exame de urina podem revelar a presença de proteinúria (proteína na urina), um possível indicador de infecção ou doença renal, ou a presença de sangue que pode indicar uma infecção do trato urinário. O exame de urina também pode mostrar a presença de glicose ( glicosúria ), mas é improvável que mulheres em idade fértil tenham diabetes não diagnosticado (isto é separado do diabetes gestacional que pode ocasionalmente se desenvolver durante uma gravidez subsequente).

## Usando a avaliação

### Médicos
Quando as mulheres têm doenças/condições/doenças preexistentes, estas podem aumentar os riscos pré-natais e necessitarão de avaliação contínua. Além disso, quaisquer medicamentos usados para tratar essas condições precisarão ser monitorados e possivelmente reduzidos ou aumentados.
A presença de diabetes continua a ser um enorme risco para o feto, e uma mulher será examinada especificamente para esta condição. Os diabéticos conhecidos precisarão ser monitorados de perto.

### O papel da mulher
Uma mulher pode precisar ajustar certos aspectos de sua saúde e bem-estar que estão sob seu controle. Geralmente incluem aspectos de estilo de vida, uso de drogas e álcool, exercícios, descanso e redução do estresse. Além disso, ela pode precisar descontinuar certas ervas ou medicamentos de venda livre, conforme recomendado pelo seu médico. Muitos médicos também recomendam vitaminas pré-natais antes que a mulher realmente conceba, a fim de melhorar sua saúde geral.